# Dorstenia bahiensis
Dorstenia bahiensis är en mullbärsväxtart som beskrevs av Kl.. Dorstenia bahiensis ingår i släktet Dorstenia och familjen mullbärsväxter. Inga underarter finns listade i Catalogue of Life.